# Boëcé
Boëcé és un municipi francès situat al departament de l'Orne i a la regió de Normandia. L'any 2007 tenia 133 habitants.

## Demografia

### Població
El 2007 la població de fet de Boëcé era de 133 persones. Hi havia 44 famílies de les quals 8 eren unipersonals (8 dones vivint soles i 8 dones vivint soles), 20 parelles sense fills i 16 parelles amb fills.
La població ha evolucionat segons el següent gràfic:
Habitants censats

### Habitatges
El 2007 hi havia 54 habitatges, 44 eren l'habitatge principal de la família i 10 eren segones residències. Tots els 53 habitatges eren cases. Dels 44 habitatges principals, 38 estaven ocupats pels seus propietaris, 5 estaven llogats i ocupats pels llogaters i 1 estava cedit a títol gratuït; 4 tenien dues cambres, 5 en tenien tres, 12 en tenien quatre i 23 en tenien cinc o més. 32 habitatges disposaven pel capbaix d'una plaça de pàrquing. A 13 habitatges hi havia un automòbil i a 29 n'hi havia dos o més.

### Piràmide de població
La piràmide de població per edats i sexe el 2009 era:
| Homes | Edats   | Dones |
| ----- | ------- | ----- |
| 0     | 95 o +  | 0     |
| 0     | 90 a 94 | 0     |
| 0     | 85 a 89 | 0     |
| 0     | 80 a 84 | 0     |
| 0     | 75 a 79 | 0     |
| 0     | 70 a 74 | 0     |
| 0     | 65 a 69 | 0     |
| 4     | 60 a 64 | 0     |
| 12    | 55 a 59 | 12    |
| 0     | 50 a 54 | 0     |
| 4     | 45 a 49 | 0     |
| 8     | 40 a 44 | 8     |
| 0     | 35 a 39 | 0     |
| 4     | 30 a 34 | 0     |
| 0     | 25 a 29 | 0     |
| 4     | 20 a 24 | 0     |
| 16    | 15 a 19 | 4     |
| 0     | 10 a 14 | 0     |
| 0     | 5 a 9   | 0     |
| 0     | 0 a 4   | 0     |

## Economia
El 2007 la població en edat de treballar era de 88 persones, 63 eren actives i 25 eren inactives. De les 63 persones actives 61 estaven ocupades (30 homes i 31 dones) i 2 estaven aturades (2 homes). De les 25 persones inactives 9 estaven jubilades, 12 estaven estudiant i 4 estaven classificades com a «altres inactius».
Activitats econòmiques
Dels 5 establiments que hi havia el 2007, 1 era d'una empresa de construcció, 1 d'una empresa de comerç i reparació d'automòbils, 1 d'una empresa de transport, 1 d'una empresa d'hostatgeria i restauració i 1 d'una empresa financera.
L'únic servei als particulars que hi havia el 2009 era un electricista.
L'únic establiment comercial que hi havia el 2009 era una gran superfície de material de bricolatge.
L'any 2000 a Boëcé hi havia 6 explotacions agrícoles.

## Poblacions més properes
El següent diagrama mostra les poblacions més properes.